# بوتکونه
بوتکونه (به لهستانی:  Botkuny) یک روستا در لهستان است که در گمینا گووداپ واقع شده‌است.